# لاورنس تیلمن
 لاورنس تیلمن (ایتالیایی: Laurence Tieleman؛ زاده ۱۴ نوامبر ۱۹۷۲) یک تنیس‌باز اهل ایتالیا است.